# Artemas Martin

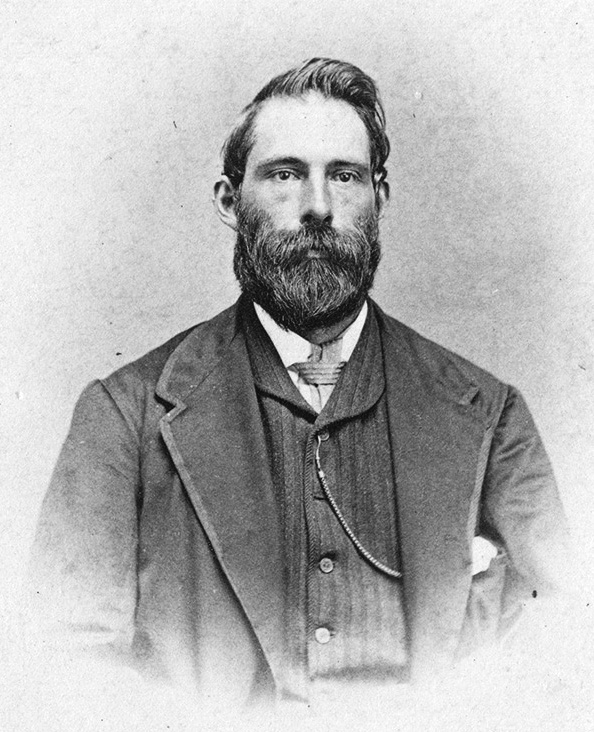
Artemas Martin

Artemas Martin (* 3. August 1835 in Steuben County, New York; † 7. November 1918 in Washington, D.C.) war ein US-amerikanischer Amateur-Mathematiker.

## Leben
Martin war der Sohn von Farmern und wuchs in Venango County in Pennsylvania auf. Er besuchte nur rudimentär die Schule und einige Monate die Franklin Academy, wo sein Interesse für Mathematik erwachte. Er schrieb Beiträge über mathematische Rätsel und Probleme für Zeitschriften und gründete selbst zwei Zeitschriften: The Mathematical Visitor (1878 bis 1894) und The Mathematical Magazine (1882 bis 1884). Hauptberuflich lebte er auf dem Land in Pennsylvania als Farmer, Ölbohrer und Holzfäller. Ab und zu unterrichtete er im Winter Mathematik an Schulen. 1881 bot man ihm eine feste Stelle als Mathematiklehrer an, die er ausschlug, nahm aber 1885 eine Stelle als Bibliothekar beim US Coast and Geodetic Survey in Washington, D.C. an.  Er selbst hatte eine umfangreiche Sammlung von amerikanischen Mathematik-Lehr- und Schulbüchern über Algebra und Arithmetik (bei seinem Tod 5000 Bücher, die er der American University vermachte, darunter die Londoner Euklid-Ausgabe von Henry Billingsley von 1570 und die Diophant-Ausgabe von Bachet mit den Kommentaren von Pierre de Fermat von 1670) und veröffentlichte darüber 1899 eine Bibliographie mit J. M. Greenwood.
Er veröffentlichte nur eine mathematische Arbeit im engeren Sinn im Konferenzband des Internationalen Mathematikerkongresses in Chicago 1893 (über das diophantische Problem, eine fünfte Potenz als Summe von Fünferpotenzen darzustellen).
Er war Mitglied vieler nationaler mathematischer Gesellschaften und seit 1890 Fellow der American Association for the Advancement of Science. 1877 erhielt er ein Ehrendiplom der Yale University, 1982 einen Ehrendoktor der Rutgers University und 1885 des Hillsdale College.
1900 war er eingeladener Sprecher auf dem Internationalen Mathematikerkongress in Paris, wobei er über eine Methode der Logarithmenberechnung vortrug.